# Riff
Um riff é uma progressão de acordes, intervalos ou notas musicais, que são repetidas no contexto de uma música, formando a base ou acompanhamento. Riffs, geralmente, formam a base harmónica de músicas de Jazz, Blues e Rock.

Os Riffs são, na maioria das vezes, frases compostas para guitarra elétrica.
Alguns músicos são particularmente conhecidos pelos seus riffs, como
Jimmy Page, Angus Young, Jimi Hendrix, Eric Clapton, Chuck Berry, Eddie Van Halen, Brian May, Tony Iommi, Keith Richards, The Edge, Matthew Bellamy, Jack White, Ritchie Blackmore e James Hetfield.